# Citigroup Center
El Citigroup Center és un gratacel situat al barri de Manhattan, a Nova York. Es troba al 601 de la Lexington Avenue entre el carrer 53 i el 54, al barri de midtown. El Citigroup Center forma part dels immobles més alts de la ciutat, amb una alçada de 279 metres per a 59 pisos, i és a més a més un dels edificis més recognoscibles de la ciutat, amb la seva teulada inclinada a 45°, i el seu color blanc resolt pel blau de les seves finestres. La superfície total d'oficines de l'edifici és de 120000m², ocupats la majoria pel Citigroup.

## Històric
El Citigroup Center fou concebut per l'arquitecte americà Hugh Stubbins Jr i el gabinet d'arquitectes Edward Larrabee Barnes Associates amb la cooperació d'Emery Roth & Sons. La construcció va començar el 1974 i va acabar el 1977, amb un cost total de 195 milions de dòlars. Els materials emprats principalment en la construcció són l'alumini, el formigó, el vidre i l'acer.
A l'indret en el qual es construí l'edifici, hi havia una església, la St. Peter's Evangelical Lutheran Church (església luterana evangèlica de Sant Pere), construïda el 1862, i que el 1905 havia estat desplaçada a Lexington Avenue, a l'altura del carrer 54.